# Rainer Kokemohr
Rainer Kokemohr (* 24. April 1940 in Rahden; † 21. März 2020) war ein deutscher Pädagoge und Professor für allgemeine Erziehungswissenschaft an der Universität Hamburg.

## Leben
Kokemohr begann 1960 ein Studium an der Pädagogischen Hochschule Bielefeld, das er 1963 mit dem ersten Staatsexamen beendete. Nach dem anschließenden Referendariat legte er 1965 auch das zweite Staatsexamen ab und war noch bis 1966 als Lehrer tätig. Bereits 1965 hatte Kokemohr das Studium der Erziehungswissenschaft, Philosophie und Germanistik an der Ruhr-Universität Bochum begonnen, das er später an der Westfälischen Wilhelms-Universität in Münster fortsetzte. Dort erfolgte 1970 auch seine Promotion zum Dr. phil. mit der Arbeit „Zukunft als Problem der historischen Bildung in der Sicht des jungen Nietzsche“. Danach war er bis 1973 als wissenschaftlicher Assistent im Fachbereich Erziehungswissenschaft an der Pädagogischen Hochschule Münster tätig. 1973 wurde er dort zum Wissenschaftlichen Rat und Professor für Allgemeine Erziehungswissenschaft ernannt. 1974 wechselte Kokemohr an die Universität Hamburg.
Seit 1986 verbrachte Kokemohr regelmäßig Arbeitsaufenthalte in Kamerun. Nachdem er dort zunächst hauptsächlich Feldforschung betrieben hatte, wurde er 1991 wissenschaftlicher Berater für den Aufbau einer Modellschule im ländlichen Raum der Westprovinz. 1999 wirkte er auch am Aufbau eines der Schule benachbarten Lehrerbildungsinstituts mit, das 2005 den Lehrbetrieb aufnahm. Seit 2001 war Kokemohr außerdem mehrfach zu Arbeitsaufenthalten an der Hochschule für Erziehungswissenschaften der Chengchi-Nationaluniversität in Taipeh/Taiwan.

## Forschungsschwerpunkte
Kokemohrs Forschungsschwerpunkte waren die Bildungsprozessforschung, Interaktionsanalyse in pädagogischer Absicht, interkulturelle Kommunikation, erziehungswissenschaftliche Biographieforschung und historisch-systematische Einzelstudien zur Bildungsphilosophie.

### Bildungsprozessforschung
Kokemohr versteht unter Bildung die „Prozesse einer grundlegenden Transformation von Welt- und Selbstverhältnissen dort, wo auf neue Problemerfahrungen in schon erworbenen Orientierungen nicht mehr angemessen geantwortet werden kann […].“ Bildung wird in dieser Theorie nicht als ein zu erreichendes Ziel, sondern eher als ein Verarbeitungsmodus von Welt- und Selbsterfahrungen gedacht. Kokemohr bezieht in seinem Text „Bildung als Welt- und Selbstentwurf im Fremden“ den Bildungsbegriff auf die Erfahrung des Fremden, kurz: die Fremderfahrung, so wie sie Bernhard Waldenfels im Anschluss an Edmund Husserl thematisiert hat. „Das Fremde“  lässt sich nach Kokemohr als eine Erfahrung bestimmen, die sich der „Subsumption unter Figuren eines gegebenen Welt- und Selbstentwurfs widersetzt.“  Durch die Betonung des Fremden als Erfahrung  wird deutlich, dass mit dem ‚Fremden‛ nicht die fremde Person, z. B. aus einer anderen Kultur gemeint ist, sondern das Fremde erfährt eine formale Bestimmung, die sich dann in den verschiedensten Bereichen z. B. Geschlecht, Alter, soziale oder kulturelle Zugehörigkeit, Einkommensverhältnisse, Ausbildungsstand etc. manifestieren kann. Entscheidend für die Bestimmung des Fremden ist nach Kokemohr alleinig das formale Kriterium, welches besagt, dass etwas in die vertrauten Welt- und Selbstverhältnisse einbreche, was sich einer Deutung im Rahmen dieser Verhältnisse entziehe und somit keine angemessenen Handlungsalternativen biete.

### Historisch-systematische Einzelstudien zur Bildungsphilosophie
Die historisch-systematischen Einzelstudien beziehen sich u. a. auf Friedrich Nietzsche. Dabei besteht die Bedeutung der Bezugnahme auf Nietzsche darin, dass Nietzsche Bildung jenseits eines den geschichtlichen Prozess transzendierenden Prinzips denkt. Bildung müsse demnach ohne einen ethisch-politischen Referenzrahmen auskommen.
„Nietzsches Zarathustra denkt Bildung jedoch nicht mehr in Bezug auf ein wie immer formuliertes Ganzes. So verstanden wäre seine Bildungskritik radikal und weiterhin aktuell. Sie artikuliert die notwendige Frage nach der Ontologie von Welt- und Selbstverhältnissen, die in ethisch-politisch engagierten Bildungstheorien immer schon als gelöst vorausgesetzt werden. Aber der Preis dieser Radikalität ist auch deutlich: Ein ethisch-politischer Referenzrahmen ist nicht mehr zu formulieren, vor und in dem Bildungsprozesse sich zu bewähren hätten. Nietzsche stellt seine Leser in ein klares Entweder-Oder: entweder in die Gewalt der Referenzlosigkeit oder in die Gewalt unbefragbarer Referenzen.“
Gerade für trans- oder interkulturelle "Widerfahrnisse" könne sich dieses Fehlen eines verbindlichen Rahmens aber als produktiv erweisen, da das Vorausgesetzte immer wieder neu und anders hinterfragbar wird.

### Interkulturelle oder transkulturelle Bildung
Kokemohr hat sich intensiv mit den Herausforderungen beim Zusammentreffen verschiedener Kulturen auseinandergesetzt (siehe Vita). Er könne insofern als ein Vertreter der "interkulturellen Pädagogik" gesehen werden. Allerdings wird dieser Begriff von Kokemohr skeptisch bewertet: "Ich zitiere die Rede von interkultureller Kommunikation zurückhaltend. Denn sofern wir uns nur vom Boden unserer je eigenen kulturellen Ordnung aus auf die je andere Kultur beziehen können, gibt es zwischen oder über den Kulturen keine Position, die das Prädikat inter im Sinne von einer Gleichzugänglichkeit verschiedener Kulturen rechtfertigte." Vielmehr solle man von "Versuchen transkultureller Bezugnahme" sprechen, da damit das Risiko des Scheitern dieser Bezugnahme betone.

## Einfluss auf andere Bildungstheoretiker
Kokemohrs bildungstheoretische Arbeiten an der Universität Hamburg haben in besonderem Maße in den Arbeiten von Hans-Christoph Koller und Winfried Marotzki eine Weiterentwicklung erfahren.

## Schriften (Auswahl)
- Zukunft als Bildungsproblem. Die Bildungsreflexion des jungen Nietzsche, Ratingen, Kastellaun, Düsseldorf, 1973
- Hrsg. mit Winfried Marotzki: Biographien in komplexen Institutionen. Studentenbiographien I, Frankfurt, Bern, New York, Paris, 1989
- Hrsg. mit Winfried Marotzki: Biographien in komplexen Institutionen. Studentenbiographien II, Weinheim, 1990
- Hrsg. mit Hans-Christoph Koller: „Jeder Deutsche kann das verstehen“. Probleme im interkulturellen Arbeitsgespräch, Weinheim, 1996